# René Stouvenel
Pour les articles homonymes, voir Stouvenel.
René Stouvenel, né le 2 avril 1906 à Wisches et mort le 2 juin 1985 à Schirmeck, est un résistant pendant la Seconde Guerre mondiale. Il organise le passage entre Strasbourg et Raon-sur-Plaine des prisonniers de guerre évadés puis des agents de liaison de la Septième colonne d'Alsace (réseau Martial). Il crée le « Corps Franc de la Haute Vallée de La Bruche » qui fait passer la frontière de l'Alsace annexée aux officiers, assistants aux réunions de Grendelbruch. Il est responsable des Forces françaises de l'intérieur (FFI) de la vallée de la Bruche.

## Biographie
René Stouvenel tient un garage à Wisches. Profondément francophile, dès le début de l'annexion de fait de l'Alsace, il refuse de germaniser le nom de son commerce malgré les multiples injonctions des autorités nazies qui le font de force,.
Le 20 février 1941, il est convoqué une première fois à Molsheim pour germaniser son nom. Son refus, lui vaut une nouvelle convocation à la Gestapo de Strasbourg et une détention de quelques jours au camp de sûreté de Vorbruck-Schirmeck. Il est contraint de prendre le nom que lui impose l'administration allemande : Renatus Stuvenel.

### Passeur
Dès l'hiver 1940, son garage et sa maison deviennent une véritable étape et un lieu de ravitaillement pour les prisonniers de guerre (PG) évadés. Il contacte  Paul Batlot, un bûcheron pour convoyer les évadés jusqu'à Raon-sur-Plaine. D'autres personnes de Wisches sont mises à contribution comme : Prosper Charlier, Ernest Gonckel et Étienne Ferry.
Le 12 septembre 1941, après avoir guidé des évadés, René Stouvenel est arrêté dans la forêt de Wisches et interné une nouvelle fois au  camp de sûreté de Vorbruck-Schirmeck. Il est libéré le 16 à la suite d'une erreur administrative.
Le 6 mai 1942, Paul Batlot est arrêté. Avec l'aide de Lucien Chatin et Annette Ferry, il accompagne les évadés jusqu'à la frontière d'où ils partent seuls jusqu'à Raon-sur-Plaine. Les passages sont de plus en plus difficiles, car les Allemands renforcent leur surveillance et certains prisonniers sont repris.
René Stouvenel contacte, alors, Michel Ferry, garagiste à Rothau, qui organise des évasions vers Moussey et lui confie les évadés qu'il abrite régulièrement. Il se lance dans la fabrication de faux papiers pour leur permettre de passer les contrôles.

### Résistant
Début 1944, René Stouvenel s'engage au sein de la Septième colonne d'Alsace (réseau Martial) par l'intermédiaire de Paul Freiss qu'il connaît. Ce dernier le charge d'établir un réseau pour le passage régulier des agents de liaison de l'organisation clandestine entre Strasbourg et Raon-l'Étape. La mission est menée à bien, grâce aux employés de l'administration des Eaux et Forêts de Grandfontaine : Louis Simon, Marcel Petitjean, Louis Boulas, André Vincent, Alphonse Barret et Auguste Herdung. Ce groupe prend le nom de  « Corps Franc de la Haute Vallée de La Bruche »,,.
Le 17 juin 1944, René Stouvenel reçoit chez lui Marcel Kibler, chef de la Septième colonne d'Alsace et des Forces françaises de l'intérieur d'Alsace (FFIA) et Jean Eschbach, son chef d'état-major que son réseau a pris en charge pour passer la frontière. Ils se rendent à  Grendelbruch pour assister à une réunion clandestine visant à mettre en place l'ossature des FFIA pour les futurs combats de la Libération de l'Alsace. L'opération est renouvelée avec succès le 27 juillet 1944, pour une deuxième réunion au même endroit. À l'issue de ces réunions, René Stouvenel est nommé capitaine des Forces françaises de l'intérieur d'Alsace (FFIA), chef de la haute vallée de la Bruche,,.
En septembre 1944, René Stouvenet est contacté  par un officier anglais venu coordonner l'action de la résistance dans la vallée de la Bruche. Il constate que l'individu se déplace dans une voiture banalisée de la police. En fait, il s'agit d'un agent de la Gestapo. Il fuit à Strasbourg dans le quartier de la Montagne Verte et se cache chez Joseph Foehr, qu'il connait par l'intermédiaire de Paul Freiss. Sa femme reçoit plusieurs fois la visite de la Gestapo. Elle et ses amis font courir le bruit qu'il est mort dans le bombardement de Strasbourg du 25 septembre 1944. René Stouvenel ne revient à Wisches qu'à la libération du village le 23 novembre 1944,.

## Décorations
- Chevalier de la Légion d'honneur (mai 1962)[2];

- Croix de guerre 1939–1945, le 30 septembre 1945, avec la citation à l'ordre de la division suivante[2]:

« Capitaine FFI, chef du Secteur de la Haute Vallée de la Vallée de la Bruche. Organisateur de grande classe, animé d'un patriotisme ardent et d'un courage à toute épreuve. 
A créé pendant les quatre années d'occupation les filières d'évasion de prisonniers Français et Alliés et a opposé à l'envahisseur une résistance de tous les instants.
A d'autre part, personnellement commandé le Corps Franc de la Haute Vallée de la Bruche au cours de toutes les actions périlleuses confiées à ce groupe. »

- Médaille de la Résistance française avec rosette décret du 25 avril 1946[3],[9];
- Médaille des passeurs (septembre 1967)[2] ;
- Croix d'Alsace, médaille de la Septième colonne d'Alsace (réseau Martial)[3].